# Thanh Hiếu lăng
Thanh Hiếu lăng (chữ Hán: 清孝陵), tiếng Mãn: ᡥᡳᠶᠣᡠᡧᡠᠩᡤᠠ 
ᠮᡠᠩᡤᠠᠨ, Möllendorff: hiyoošungga munggan) là một lăng tẩm tại Trung Quốc, nơi chôn cất Thanh Thế Tổ Thuận Trị Hoàng đế - vị Hoàng đế thứ hai của triều đại nhà Thanh.

## Lịch sử
Hiếu lăng có kế hoạch xây dựng từ năm Thuận Trị thứ 18 (1661) đến năm Khang Hi nguyên niên (1662). Năm Khang Hi thứ 2 thì chính thức bắt đầu xây dựng. Đến tháng 8 năm sau thì cơ bản hoàn thành. Năm thứ 7 (1668), hoàn thành tất các các kiến trúc liên quan.
Đây là một lăng tẩm tương đối đặc thù của nhà Thanh, bởi Thuận Trị Đế và hai vị Hoàng hậu của ông là Hiếu Khang Chương hoàng hậu và Hiếu Hiến Hoàng hậu đều hỏa táng, vì vậy ở trong địa cung chỉ có ba hũ tro cốt. Lúc còn sống Thuận Trị Đế tỏ vẻ không muốn an táng long trọng, lại thêm phòng ngự địa cung nghiêm mật, những điều này khiến cho Thanh Hiếu lăng trở thành Hoàng lăng được bảo tồn hoàn hảo nhất của Thanh Đông lăng trong thời Dân Quốc.

## Hiếu Đông lăng
Hiếu Đông lăng là tòa "Hoàng hậu lăng" đầu tiên được xây dựng cũng là lăng tẩm Hoàng hậu đầu tiên của nhà Thanh, mộ chủ là Hiếu Huệ Chương Hoàng hậu - Hoàng hậu thứ hai của Thuận Trị Đế.
Mặc dù nơi đây là "Hoàng hậu lăng", nhưng cũng đồng thời an táng 7 vị Phi, 17 vị Cách cách và 4 vị Phúc tấn đều là tần ngự của Thuận Trị Đế.
Hiếu Huệ Chương Hoàng hậu được an táng vào Phương thành Minh lâu, trung tâm của Lăng viên.
Phía bên trái Phương thành Minh lâu (nhìn từ trong ra) có hai hàng Bảo đính, từ trong ra ngoài lần lượt là:
1. Hàng thứ nhất: 
  1. Điệu phi Bác Nhĩ Tế Cát Đặc thị
  2. Khác phi Thạch thị
  3. Cung Tĩnh phi Bác Nhĩ Tế Cát Đặc thị
  4. Đoan Thuận phi Bác Nhĩ Tế Cát Đặc thị
2. Hàng thứ hai:
  1. Bút Thập Ngạch Niết Phúc tấn, Ba Nhĩ Phúc tấn, Bút Phúc tấn hoặc Ba Phúc tấn (Thứ phi Bút Thập Hách thị, Ba Nhĩ thị, Bút thị hoặc Ba thị)
  2. Đường Cảnh Phúc tấn hoặc Đường Phúc tấn (Thứ phi Đường thị)
  3. Kinh Cập Cách cách hoặc Kinh Cách cách
  4. Niết Cập Ni Cách cách hoặc Niết Cách cách
  5. Trại Bảo Cách cách hoặc Trại Cách cách
  6. Mại Cập Ni Cách cách hoặc Mại Cách cách
  7. Ách Âm Châu Cách cách hoặc Ách Cách cách
  8. Ngạch Luân Châu Cách cách hoặc Ngạch Cách cách
  9. Mai Cách cách
  10. Lan Cách cách.

Phía bên phải Phương thành Minh lâu có hai hàng Bảo đính, từ trong ra ngoài lần lượt là:
1. Hàng thứ nhất:
  1. Trinh phi Đổng Ngạc thị
  2. Thục Huệ phi Bác Nhĩ Tế Cát Đặc thị
  3. Ninh Khác phi Đổng Ngạc thị.
2. Hàng thứ hai:
  1. Nữu Phúc tấn, Nữu Hỗ Lộc Phúc tấn hoặc Ngưu Phúc tấn (Thứ phi Nữu Hỗ Lộc thị)
  2. Tái Mẫu Khẳng Ngạch Niết Phúc tấn hoặc Mục Khắc Đồ Phúc tấn (Thứ phi Mục Khắc Đồ thị)
  3. Minh Châu Cách cách hoặc Minh Cách cách
  4. Lô Gia Cách cách hoặc Lô Cách Cách
  5. Bố Tam Châu Cách cách hoặc Bố Cách cách
  6. A Mẫu Ba Thiên Cách cách hoặc A Mẫu Cách cách
  7. A Kỷ Thiên Ngũ Cách cách hoặc A Kỷ Cách cách
  8. Đan Thiên Cách cách hoặc Đan Cách cách
  9. Thu Cách cách
  10. Thụy Cách cách
  11. Chu Nãi Cách cách hoặc Chu Cách cách.